# The Ruling Class
The Ruling Class (conocida en países hispanohablantes como La clase dirigente) es una película de comedia-satírica británica de 1972, dirigida por Peter Medak, producida por Jules Buck y protagonizada por Peter O'Toole.
Se basa en las locuras que comete un hombre paranoico esquizofrénico.
La interpretación de O'Toole le valió múltiples reconocimientos, e incluso una nominación en los Premios Oscar al Mejor Actor.

## Sinopsis
El décimo cuarto conde de Gurney piensa que es Jesús, luego entra a la Cámara de los Lores pensando que es Jack el Destripador.

## Reparto
- Peter O'Toole – Jack Gurney
- Coral Browne – Lady Claire
- William Mervyn – Sir Charles
- James Villiers – Dinsdale, Sir Charles y el hijo de Lady Claire
- Arthur Lowe – Tucker
- Alastair Sim – Obispo Lampton
- Carolyn Seymour – Grace
- Michael Bryant – Dr. Herder
- Graham Crowden – Dr. Truscott
- Harry Andrews – Ralph Gurney
- Hugh Owens
- Hugh Burden – Matthew Peake
- Henry Woolf, Griffith Davies, Oliver McGreevy – imitaciones
- Kay Walsh – Mrs. Piggott-Jones
- Patsy Byrne – Mrs. Treadwell
- Nigel Green – McKyle
- Cyril Appleton, Leslie Schofield – Asistentes de McKyle
- Joan Cooper – Enfermera Brice
- Declan Mulholland
- James Grout – Inspector Brockett
- James Hazeldine
- Ronald Adam, Julian D'Albie, Llewellyn Rees – Lords
- Kenneth Benda – Lord Canciller

## Premios y nominaciones
- 1972 - National Board of Review - Mejor Actor para Peter O'Toole (ganador)
- 1972 - Festival de Cannes - película nominada para el Palme d'Or
- 1973 - Premios Oscar - Mejor Actor para Peter O'Toole (nominado)
- 1973 - Golden Globe Awards - Mejor Película extranjera (nominada)